# Čekiškė
Čekiškė (ryska: Чякишке) är en ort i Litauen. Den ligger i den centrala delen av landet, 120 km väster om huvudstaden Vilnius. Čekiškė ligger 62 meter över havet och antalet invånare är 734.
Terrängen runt Čekiškė är platt. Runt Čekiškė är det ganska tätbefolkat, med 54 invånare per kvadratkilometer. Närmaste större samhälle är Ariogala, 10,9 km norr om Čekiškė. Trakten runt Čekiškė består till största delen av jordbruksmark.